# Feyenoord in het seizoen 2004/05
Hier staan alle statistieken van Feyenoord tijdens het seizoen 2004/05.

## Wedstrijden

### Holland Casino Eredivisie
| Datum      | Thuis            | Uitslag | Uit              | Doelpuntenmakers Feyenoord | Bijzonderheden                                         |
| ---------- | ---------------- | ------- | ---------------- | --- | ------------------------------------------------------ |
| 15-08-2004 | Feyenoord        | 6 - 1   | De Graafschap    | 1-0 10' Kuyt Castelen 2-0 36' Kuyt Ghaly 3-1 51' Kuyt Goor 4-1 54' Castelen Kuyt 5-1 57' Castelen 6-1 72' S. Kalou Song                        |                                                        |
| 22-08-2004 | Willem II        | 0 - 4   | Feyenoord        | 0-1 39' S. Kalou Song 0-2 54' Ono Song 0-3 74' Ghaly Ono 0-4 90+1' Kuyt Lazović                                                                |                                                        |
| 29-08-2004 | Vitesse          | 1 - 1   | Feyenoord        | 0-1 25' Saïdi Ono |                                                        |
| 12-09-2004 | Feyenoord        | 3 - 1   | FC Twente        | 1-1 44' Ono Castelen 2-1 53' S. Kalou Kuyt 3-1 78' S. Kalou Castelen                                                                           |                                                        |
| 19-09-2004 | Feyenoord        | 0 - 3   | FC Utrecht       | |                                                        |
| 25-09-2004 | RBC              | 0 - 4   | Feyenoord        | 0-1 6' S. Kalou Kuyt 0-2 33' Goor S. Kalou 0-3 61' S. Kalou Kuyt 0-4 66' Kuyt S. Kalou                                                         |                                                        |
| 03-10-2004 | Feyenoord        | 4 - 2   | FC Den Bosch     | 1-1 23' S. Kalou Kuyt 2-1 35' (pen.) Kuyt 3-1 60' S. Kalou 4-1 68' Castelen Buffel                                                             |                                                        |
| 17-10-2004 | Roda JC Kerkrade | 0 - 2   | Feyenoord        | 0-1 60' Kuyt Castelen 0-2 90' S. Kalou E. Smolarek                                                                                             |                                                        |
| 24-10-2004 | Feyenoord        | 4 - 0   | RKC Waalwijk     | 1-0 11' Castelen Kuyt 2-0 67' Goor 3-0 69' Kuyt Goor 4-0 86' Goor Buffel                                                                       |                                                        |
| 31-10-2004 | AZ               | 4 - 1   | Feyenoord        | 1-1 42' (e.d.) Kromkamp | 78' Bosschaart 86' Song                                |
| 07-11-2004 | Feyenoord        | 4 - 0   | NAC Breda        | 1-0 14' Kuyt Saïdi 2-0 47' Goor Kuyt 3-0 86' Buffel Kuyt 4-0 89' Goor Gyan                                                                     | 51' (pen.) Kuyt                                        |
| 14-11-2004 | Ajax             | 1 - 1   | Feyenoord        | 1-1 44' Kuyt S. Kalou |                                                        |
| 21-11-2004 | Feyenoord        | 1 - 2   | FC Groningen     | 1-1 39' Kuyt S. Kalou |                                                        |
| 28-11-2004 | sc Heerenveen    | 2 - 2   | Feyenoord        | 0-1 40' Buffel Castelen 0-2 71' Kuyt Castelen                                                                                                  |                                                        |
| 05-12-2004 | Feyenoord        | 2 - 1   | N.E.C.           | 1-0 19' Kuyt S. Kalou 2-1 85' S. Kalou |                                                        |
| 12-12-2004 | Feyenoord        | 3 - 3   | PSV              | 1-2 49' S. Kalou 2-3 82' Ono S. Kalou 3-3 90' Goor Castelen                                                                                    |                                                        |
| 19-12-2004 | ADO Den Haag     | 2 - 0   | Feyenoord        | |                                                        |
| 23-01-2005 | Feyenoord        | 1 - 2   | Vitesse          | 1-0 49' Kuyt Hofs |                                                        |
| 29-01-2005 | FC Twente        | 0 - 0   | Feyenoord        | |                                                        |
| 04-02-2005 | De Graafschap    | 2 - 7   | Feyenoord        | 0-1 4' Kuyt Lazović 1-2 25' Castelen Ghaly 1-3 32' Kuyt Goor 1-4 47' Lazović Kuyt 1-5 52' Lazović Hofs 1-6 61' Hofs Castelen 1-7 67' Kuyt Goor |                                                        |
| 13-02-2005 | Feyenoord        | 7 - 0   | Willem II        | 1-0 22' Gibbs Goor 2-0 26' Hofs 3-0 39' (pen.) Kuyt 4-0 41' Hofs Gibbs 5-0 52' Kuyt Lazović 6-0 60' Hofs Castelen 7-0 88' Basto                |                                                        |
| 20-02-2005 | FC Utrecht       | 0 - 2   | Feyenoord        | 0-1 10' Castelen Kuyt 0-2 57' Kuyt |                                                        |
| 27-02-2005 | Feyenoord        | 3 - 0   | RBC              | 1-0 24' Kuyt 2-0 80' S. Kalou Castelen 3-0 82' Ono Hofs                                                                                        |                                                        |
| 13-03-2005 | Feyenoord        | 4 - 1   | Roda JC Kerkrade | 1-0 6' Ono 2-0 23' Castelen Kuyt 3-1 69' (pen.) Kuyt 4-1 84' S. Kalou Ghaly                                                                    | 2-1 53' (e.d.) Östlund                                 |
| 19-03-2005 | RKC Waalwijk *   | 2 - 4   | Feyenoord        | 1-1 24' Castelen Hofs 2-2 33' S. Kalou Kuyt 2-3 90' Lazović S. Kalou 2-4 90+2' Castelen Babos                                                  | * Speelde de wedstrijd uit met 10 spelers, (± 31 min.) |
| 03-04-2005 | Feyenoord        | 4 - 2   | AZ               | 1-0 18' S. Kalou Goor 2-0 42' Castelen Kuyt 3-0 46' S. Kalou 4-1 63' S. Kalou Bosschaart                                                       |                                                        |
| 10-04-2005 | NAC Breda        | 0 - 2   | Feyenoord        | 0-1 43' S. Kalou Ghaly 0-2 82' Ono Bosschaart                                                                                                  |                                                        |
| 13-04-2005 | FC Den Bosch *   | 4 - 1   | Feyenoord        | 1-1 63' Bahia Ghaly | 17' Bosschaart * 88' (pen.) Van de Laak (FC Den Bosch) |
| 17-04-2005 | Feyenoord        | 2 - 3   | Ajax             | 1-0 48' S. Kalou Goor 2-1 80' Kuyt E. de Graaf                                                                                                 |                                                        |
| 24-04-2005 | FC Groningen     | 0 - 2   | Feyenoord        | 0-1 36' Bahia 0-2 86' Hofs Kuyt |                                                        |
| 01-05-2005 | Feyenoord        | 1 - 3   | SC Heerenveen    | 1-1 37' Kuijt Saïdi | 81' Lazović ( 64')                                     |
| 08-05-2005 | N.E.C.           | 2 - 0   | Feyenoord        | |                                                        |
| 15-05-2005 | PSV              | 4 - 2   | Feyenoord        | 1-1 22' Kuyt S. Kalou 2-2 51' Kuyt Ono |                                                        |
| 22-05-2005 | Feyenoord        | 6 - 3   | ADO Den Haag     | 1-0 15' Goor Östlund 2-0 27' Ono S. Kalou 3-0 39' S. Kalou Ono 4-0 46' Kuyt S. Kalou 5-3 80' Kuyt S. Kalou 6-3 87' Kuyt                        |                                                        |

### Amstel Cup

#### Achtste finale
De clubs die europees voetbal spelen stromen tijdens de achtste finale van het toernooi in.
| Datum      | Thuis | Uitslag | Uit       | Doelpuntenmakers Feyenoord                | Bijzonderheden |
| ---------- | ----- | ------- | --------- | ----------------------------------------- | -------------- |
| 26-01-2005 | AZ    | 1 - 3   | Feyenoord | 0-1 35' Kuyt 0-2 41' Lazović 1-3 89' Kuyt |                |

#### Kwartfinale
| Datum      | Thuis     | Uitslag | Uit       | Doelpuntenmakers Feyenoord                                         | Bijzonderheden |
| ---------- | --------- | ------- | --------- | ------------------------------------------------------------------ | -------------- |
| 03-03-2005 | Feyenoord | 4 - 0   | NAC Breda | 1-0 44' S. Kalou 2-0 49' (pen.) Kuyt 3-0 57' S. Kalou 4-0 88' Kuyt |                |

#### Halve finale
| Datum      | Thuis     | Uitslag | Uit   | Doelpuntenmakers Feyenoord | Bijzonderheden                                                                  |
| ---------- | --------- | ------- | ----- | -------------------------- | ------------------------------------------------------------------------------- |
| 20-04-2005 | Feyenoord | 1 - 1   | PSV * | 1-0 3' S. Kalou            | * Winst na strafschoppen score 2 - 4 Strafschopnemers Ono Goor Lazović De Graaf |

### Europees

#### UEFA Cup

##### Eerste ronde
| Datum      | Thuis           | Uitslag | Uit             | Doelpuntenmakers Feyenoord                                   | Bijzonderheden |
| ---------- | --------------- | ------- | --------------- | ------------------------------------------------------------ | -------------- |
| 16-09-2004 | Odd Grenland BK | 0 - 1   | Feyenoord       | 0-1 73' Ono                                                  |                |
| 30-09-2004 | Feyenoord       | 4 - 1   | Odd Grenland BK | 1-0 2' Bosschaart 2-0 45' Kuyt 3-1 73' Goor 4-1 90' S. Kalou |                |

##### Groepsfase (Groep A)
Iedere club speelt een halve competitie bestaande uit 2 thuiswedstrijden en 2 uitwedstrijden.
| Datum      | Thuis       | Uitslag | Uit        | Doelpuntenmakers Feyenoord             | Bijzonderheden |
| ---------- | ----------- | ------- | ---------- | -------------------------------------- | --- |
| 21-10-2004 | Feyenoord   | 3 - 0   | Heart FC   | 1-0 21' Kuyt 2-0 57' Goor 3-0 83' Kuyt | |
| 04-11-2004 | Ferencváros | 1 - 1   | Feyenoord  | 1-1 63' S. Kalou                       | |
| 01-12-2004 | Feyenoord   | 2 - 1   | Schalke 04 | 1-1 32' S. Kalou 2-1 40' S. Kalou      | Feyenoord deed in de rust rouwbanden om voor tijdens de tweede helft, wegens het overlijden van prins Bernhard dat net vlak voor de rust bekend werd gemaakt. |
| 16-12-2004 | FC Basel    | 1 - 0   | Feyenoord  |                                        | |

Eindstand
| Team            | Wed | W | G | V | Ptn | DV | DT | GD |
| --------------- | --- | - | - | - | --- | -- | -- | -- |
| 1. Feyenoord +  | 4   | 2 | 1 | 1 | 7   | 6  | 3  | +3 |
| 2. Schalke 04 + | 4   | 2 | 1 | 1 | 7   | 5  | 3  | +2 |
| 3. FC Basel +   | 4   | 2 | 1 | 1 | 7   | 5  | 4  | −1 |
| 4. Ferencváros  | 4   | 1 | 1 | 2 | 4   | 3  | 5  | −2 |
| 5. Heart FC     | 4   | 1 | 0 | 3 | 3   | 2  | 6  | −4 |

| + | Derde ronde |

##### Derde ronde
| Datum      | Thuis               | Uitslag | Uit               | Doelpuntenmakers Feyenoord | Bijzonderheden                                        |
| ---------- | ------------------- | ------- | ----------------- | -------------------------- | ----------------------------------------------------- |
| 16-02-2005 | Sporting Lissabon * | 2 - 1   | Feyenoord         | 0-1 7' Goor                | * Speelde de wedstrijd uit met 10 spelers (± 25 min.) |
| 24-02-2005 | Feyenoord           | 1 - 2   | Sporting Lissabon | 1-2 88' Hofs               |                                                       |

## Selectie
| Nr.         | Positie | Speler                                                |
| ----------- | ------- | ----------------------------------------------------- |
| Doel        |         |                                                       |
| 1           | DM      | Gábor Babos                                           |
| 23          | DM      | Zbigniew Małkowski                                    |
| 30          | DM      | Patrick Lodewijks                                     |
| Verdediging |         |                                                       |
| 2           | V       | Alexander Östlund was V Song Chong-gug (tot dec 2004) |
| 3           | V       | Karim Saïdi                                           |
| 4           | V       | André Bahia was V Peter van den Berg (tot aug 2004)   |
| 5           | V/M     | Pascal Bosschaart                                     |
| 15          | V/M     | Patrick Mtiliga                                       |
| 17          | V/M     | Patrick Paauwe                                        |
| 18          | V       | Glenn Loovens                                         |
| 19          | V       | Christian Gyan                                        |
| 25          | V       | Cory Gibbs was M Jean Carlos Dondé (tot aug 2004)     |
| 26          | V       | Bruno Basto                                           |
| 27          | V       | Ramon van Haaren                                      |
| 29          | V       | Ivan Bandalovski was A Anthony Lurling (tot aug 2004) |
| 31          | V       | Gianni Zuiverloon                                     |
| n.b.        | V       | Wouter Artz                                           |

| Nr.        | Positie | Speler                                              |
| ---------- | ------- | --------------------------------------------------- |
| Middenveld |         |                                                     |
| 6          | M       | Hossam Ghaly                                        |
| 8          | M       | Shinji Ono                                          |
| 10         | M       | Nicky Hofs was M Thomas Buffel (tot jan 2005)       |
| 11         | M       | Bart Goor                                           |
| 22         | M       | Gérson Magrão was M Alfred Schreuder (tot jun 2004) |
| 24         | M       | Edwin de Graaf was M Jorge Acuña (tot jun 2004)     |
| Aanval     |         |                                                     |
| 7          | A       | Dirk Kuyt                                           |
| 9          | A       | Danko Lazović                                       |
| 14         | A       | Sebastián Pardo                                     |
| 16         | A       | Ebi Smolarek                                        |
| 20         | M/A     | Leonardo I                                          |
| 21         | A       | Salomon Kalou                                       |
| 28         | A       | Romeo Castelen                                      |
| 34         | A       | Tim Vincken                                         |
| n.b.       | A       | Diego Biseswar                                      |
| n.b.       | A       | Felino Jardim                                       |
| n.b.       | A       | Ajsel Kujović                                       |

* Het rugnummer 12 wordt niet uitgereikt en is voorbehouden aan Het Legioen, dat als 12e man wordt beschouwd.

## Topscorers
Legenda
- Doelpunt
- Waarvan Strafschoppen

Er wordt steeds de top 3 weergegeven van elke competitie.

### Holland Casino Eredivisie
| Plek | Speler         |    | Gescoord met penalty |
| ---- | -------------- | -- | -------------------- |
| 1.   | Dirk Kuyt      | 29 | 3                    |
| 2.   | Salomon Kalou  | 20 | 0                    |
| 3.   | Romeo Castelen | 10 | 0                    |

### Amstel Cup
| Plek | Speler        |   | Gescoord met penalty |
| ---- | ------------- | - | -------------------- |
| 1.   | Dirk Kuyt     | 4 | 1                    |
| 2.   | Salomon Kalou | 3 | 0                    |
| 3.   | Danko Lazović | 1 | 0                    |

### Europees

#### UEFA Cup
| Plek | Speler        |   | Gescoord met penalty |
| ---- | ------------- | - | -------------------- |
| 1.   | Salomon Kalou | 4 | 0                    |
| 2.   | Bart Goor     | 3 | 0                    |
| 2.   | Dirk Kuyt     | 3 | 0                    |

### Overall
| Plek | Speler         |    | Gescoord met penalty |
| ---- | -------------- | -- | -------------------- |
| 1.   | Dirk Kuyt      | 36 | 4                    |
| 2.   | Salomon Kalou  | 27 | 0                    |
| 3.   | Romeo Castelen | 10 | 0                    |
| 3.   | Bart Goor      | 10 | 0                    |

Mannen
1954/55 · 1955/56 · 1956–1988 · 1988/89 · 1989/90 · 1990/91 · 1991/92 · 1992/93 · 1993/94 · 1994/95 · 1995/96 · 1996/97 · 1997/98 · 1998/99 · 1999/00 · 2000/01 · 2001/02 · 2002/03 · 2003/04 · 2004/05 · 2005/06 · 2006/07 · 2007/08 · 2008/09 · 2009/10 · 2010/11 · 2011/12 · 2012/13 · 2013/14 · 2014/15 · 2015/16 · 2016/17 · 2017/18 · 2018/19 · 2019/20 · 2020/21 · 2021/22 · 2022/23 · 2023/24 · 2024/25 · 2025/26

Vrouwen
2021/22 · 2022/23 · 2023/24 · 2024/25 · 2025/26
ADO Den Haag · 
Ajax · 
AZ · 
FC Den Bosch · 
Feyenoord · 
De Graafschap · 
FC Groningen · 
sc Heerenveen · 
NAC Breda · 
NEC · 
PSV · 
RBC · 
RKC · 
Roda JC · 
FC Twente · 
FC Utrecht · 
Vitesse · 
Willem II